# Shōwa (Fukushima)
Shōwa (昭和村 Shōwa-mura?) es una villa localizada en la prefectura de Fukushima, Japón. En junio de 2019 tenía una población de 1.229 habitantes y una densidad de población de 5,87 personas por km². Su área total es de 209,46 km².

## Geografía

### Municipios circundantes
- Prefectura de Fukushima
  - Kaneyama
  - Mishima
  - Aizumisato
  - Shimogō
  - Minamiaizu
  - Tadami
  - Yanaizu

## Demografía
Según datos del censo japonés, la población de Shōwa ha disminuido en los últimos años.
| Año del censo | Población |
| ------------- | --------- |
| 1995          | 2.025     |
| 2000          | 1.874     |
| 2005          | 1.632     |
| 2010          | 1.500     |
| 2015          | 1.322     |